# HD 144415
HD 144415，又名CD-3610648，SAO 207341、HR 5991，是一颗豺狼座的恒星，视星等为5.73，位于銀經340.97，銀緯11.27，其B1900.0坐标为赤經16h 0m 41.5s，赤緯-36° 11.27′ 3″。